# Мијо Орешки
Мијо Орешки (Загреб, 6. септембар 1905 — Самобор, 27. јул 1929), зидарски радник и један од седморице секретара СКОЈ-а.

## Биографија
Рођен је 6. септембра 1905. године у Загребу. Потиче из радничке породице. Године 1936, отац му је погинуо, па се његова мајка сама бринула о њему и још петоро деце. После завршеног зидарског заната, запослио се на грађевини. 
Члан Савеза комунистичке омладине Југославије од 1922. године, а секретар Месног комитета СКОЈ-а за Загреб од 1923. године. Године 1924. постао је члан Покрајинског комитета СКОЈ-а за Хрватску и Славонију, а 1925. члан Централног комитета СКОЈ-а. 
Заједно са Јанком Мишићем и и Францом Клопчичем покренуо је и уређивао централни орган СКОЈ-а лист „Млади Бољшевик“.
Јула 1926. године одлази на рад у ЦК СКОЈ-а у Београд. На Трећем конгресу СКОЈ-а, одржаном, у јесен 1926. године, у Словенији, изабран је за организационог секретара ЦК СКОЈ-а. 
У другој половини 1928. године завршио је партијски курс у Немачкој. 
После увођења Шестојануарске диктатуре и хапшења Паје Маргановића, 1929. године, преузима функцију политичког секретара ЦК СКОЈ-а. Заједно са Јанком Мишићем руководи радом СКОЈ-а, најпре из Загреба, а потом из Самобора.
Када је полиција, 27. јула 1929. године, открила њихово склониште у Самобору и блокирала га, Јанко Мишић, Мијо и његов брат Славко, вођа технике ЦК СКОЈ-а, пружили су отпор и у сукобу с полицијом погинули.
Његови посмртни остаци су после Другог светског рата сахрањени у Гробницу народних хероја на загребачком гробљу Мирогој, а 1995. године су премештени у породичну гробницу на истом гробљу.

## Породица
Читава Мијина породица је учествовала у радничком покрету.
Вјекослав Орешки Славко (1901 — 1929), Мијин старији брат, био је технички скретар ЦК СКОЈ-а и уредник листа „Млади Бољшевик“. Радио је у техници ЦК СКОЈ-а у Самобору. Погинуо 27. јула 1929. године, заједно са братом и Јанком Мишићем.
Агата Орешки Јага (1906—1991), Мијина супруга, била је фабричка радница и активисткиња радничког покрета. Ухапшена је јула 1929. године, после Мијине погибије, када је и сама била рењена. У затвору била до 1931. године. На иницијативу Јосипа Броза Тита, 1935. године, заједно са сином Владом отишла у СССР. До 1938. године је радила у фабрици у Орџоникидзеу, када је за време Стаљинових „чистки“ ухапшена и одведена у Сибир, где је провела осам година. У Југославију се вратила 1947. године.
Владимир Орешки (1927—1998), Мијин син. Године 1935. заједно са мајком отишао у СССР. Где се школовао и живео по разним дечјим домовима. Године 1944. ступио је у југословенску тенковску бригаду, формирану у СССР, и са њом дошао у Југославију. Током завршних борби за ослобођење тешко је рањен, на прилазима Загребу. После ослобођења био официр Југословенске народне армије.

## Фото галерија
- Бисте секретара СКОЈ-а у дворишту ОШ „Седам секретара СКОЈ-а“ у Новом Београду
- Биста Мије Орешког
- Спомен-плоча на кући (Загреб, Илица 170) у којој су илегално радили и становали браћа Орешки
- Кућа у којој су браћа Орешки и Јанко Мишић погинули у окршају с полицијом у Самобору
- Спомен-плоча на кући
- Гроб породице Орешки на Мирогоју